# Allen Collins
Allen Larkin Collins (* 19. Juli 1952 in Jacksonville, Florida; † 23. Januar 1990) war ein US-amerikanischer Musiker. Er war Mitbegründer, Gitarrist und neben Ronnie Van Zant auch Songwriter der Southern-Rock-Band Lynyrd Skynyrd. Seine einzigartige Art Gitarre zu spielen und Lieder zu schreiben waren wichtige Faktoren für den Erfolg der Band. Er wird allgemein zu den besten und einflussreichsten Gitarristen der Rockgeschichte gezählt.

## Leben
Mit elf Jahren spielte Collins zum ersten Mal auf einer Gitarre eines Freundes. Seine alleinerziehende Mutter konnte ihm trotz finanzieller Schwierigkeiten eine eigene Gitarre kaufen, doch Unterrichtsstunden konnten sie sich nicht leisten, weshalb er sich das Gitarrespielen selbst beibrachte. Im Sommer 1964 gründeten er und seine Jugendfreunde Ronnie Van Zant, Gary Rossington, Larry Junstrom und Bob Burns die Band, die später den Namen Lynard Skynard und bald darauf den endgültigen Namen Lynyrd Skynyrd bekam. 1970 heiratete Collins Kathy Johns, mit der er die beiden Kinder Amie und Allison bekam. Ihren ersten Erfolg hatte die Band 1973 mit Free Bird, 1974 gefolgt von Sweet Home Alabama.
Bei einem Flugzeugabsturz am 20. Oktober 1977 kamen die Bandmitglieder Ronnie Van Zant, Steve und Cassie Gaines sowie der Tourmanager Dean Kilpatrick, der Pilot Walter McCreary und der Copilot William Gray ums Leben. Die anderen Mitglieder überlebten verletzt. Collins Arm war so schwer verletzt, dass der behandelnde Arzt eine Amputation empfahl. Collins’ Vater verhinderte das jedoch, und Collins konnte später wieder Gitarre spielen.
Anfang der 1980er Jahre spielte Collins mit einigen der anderen überlebenden Bandmitglieder zusammen in der Rossington-Collins Band, die sich nach dem Abgang Rossingtons nur noch Allen Collins Band nannte. Auf der Debüt-Tour der Rossington-Collins Band war bereits seine Frau Kathy verstorben. Seit einem von Collins unter Alkoholeinfluss verursachten Autounfall 1986, bei dem seine Freundin starb, war Collins dann von der Hüfte an abwärts gelähmt; die Verletzungen beeinflussten auch die Beweglichkeit seiner Arme. Als sich die verbliebenen Mitglieder von Lynyrd Skynyrd 1987 wieder zusammentaten, konnte er daher nicht mehr Gitarre spielen und fungierte als ihr Tourmanager.
Collins erkrankte 1989, als Folge seiner seit dem Unfall begrenzten Lungenkapazität, an einer Lungenentzündung und kam im September ins Krankenhaus, wo er am 23. Januar 1990 im Alter von 37 Jahren starb. Er wurde in Jacksonville, Florida neben seiner Frau begraben.

## Equipment
Collins spielte lange Zeit eine Gibson Firebird, bis er 1976 zu einer Gibson Explorer mit einem Lyre-Vibrola wechselte.
Bei Songs wie Sweet Home Alabama, Gimme Back My Bullets, I Know A Little, setzte er nach dem Weggang Ed Kings eine Fender Stratocaster ein.

## Diskografie

### Rossington Collins Band
- 1980: Anytime, anyplace, anywhere
- 1982: This is the way

### Allen Collins Band
- 1983: Here, there and back